# Con-A
CON-A este o companie de construcții cu capital integral românesc, privat, fondată în martie 1990. În momentul de față CON-A este cel mai important antreprenor general din Transilvania și totodată se numără printre primele companii de construcții din România. 
Cea mai bună clasare a firmei a fost obținută în anul 2018, când s-a situat pe locul 2 în topul celor mai mari antreprenori generali din România[2].

Sediul principal al companiei este situat în Selimbăr, județul Sibiu, România.
Puncte de lucru:
Braziliei 50, Bucuresti
Avram Iancu 32A, Cluj Napoca

În anul 2017 omul de afaceri Mircea Bulboaca a deținut titlul de Ambasador de onoare al Sibiului[1].
Numar mediu anual de santiere: 15
[1] http://www.tribuna.ro/stiri//eveniment/mircea-bulboac-preedintele-con-ndasha-devine-bdquoambasador-al-sibiului-rdquo-123003.html
[1] https://produsinardeal.ro/2018/06/21/6020/
[2] Top IBC Focus 2018. Clasamentul companiilor a fost realizat în funcție de cifra de afaceri

## Istoric
Compania a fost înființată în martie 1990 de Ing. Mircea Bulboacă și inițial se numea CASA NOUĂ. În luna iunie 1991 CASA NOUĂ și-a schimbat denumirea în CON-A și a pus bazele dezvoltării actualului grup de firme care cuprinde, pe lângă compania-mamă CON-A și alte firme care au ca obiect de activitate domeniul construcțiilor
În 1998 a luat ființă firma UNIMAT, divizia de comerț cu materiale de construcții din cadrul grupului de firme. Depozitele cu showroom UNIMAT[1] deservesc anual aproximativ 300 de firme de construcții anual și peste 2.500 de clienți unici. Unimat are puncte de lucru în Selimbar, județul Sibiu, Târgu Mureș și Alba Iulia.
Începând cu anul 2000 CON-A a intrat într-un proces de dezvoltare accentuată și pentru a răspunde cererii de materiale de construcții pentru șantierele sale în anul 2002 a fost înființată Fabrica de structuri metalice care și-a început activitatea inițial funcționând în Sibiu pe strada Frigoriferului nr. 6. Tot în anul 2002 au fost înființate și alte două noi companii CON-A Instal și CONA Finisaje, urmate în anul 2003 și de înființarea CON-A Electric.
Portofoliul firmelor active în grup a fost completat în anul 2006 de CONDESIGN, care oferă servicii de consultanță, proiectare și optimizare a proiectelor.
Încă din anul 2007 Fundația CON-A a început să realizeze acte caritabile.
În anul 2008 CON-A a achiziționat o parte din halele fostei Uzine Mecanice de la Mârșa, județul Sibiu și a pus bazele Fabricii CON-A de elemente prefabricate, cu o capacitate de 30.000 mc/an, echivalentul a 300.000 mp de structuri integral prefabricate. Producția pentru produsele din beton armat și precomprimat se desfășoară pe o suprafață de 25.000 mp.    
Tot în 2008 a fost înființată și divizia de prelucrare a elementelor din tablă situat pe aceeași locație cu Fabrica de structuri metalice - strada Frigoriferului nr. 6, Sibiu.
Începând cu anul 2014 sub în cadrul Grupului de firme a fost înființată și firma de construcții CON-A BAU, cu sediul în München, Germania.
Anul 2016 a fost un an de referință pentru CON-A datorită investiției strategice realizate prin achiziționarea Fabrici COIFER de la Mârșa, fabrică de structuri metalice care funcționa tot în incinta fostelor Uzine Mărșa, în imediata vecinătate a Fabricii de structuri prefabricate. Odată cu această achiziție activitatea Fabricii de structuri metalice din Sibiu a fost mutată în noua locație, cu o suprafață de peste 20.000 mp. Dotările și anvergura noii capacități de producție au permis creșterea semnificativă a portofoliului de elemente structurale din oțel, îmbunătățind totodată performanțele tehnice ale produselor fabricate. În prezent fabrica are o capacitate medie de producție de 10.000 t/an.
Împreună, cele două fabrici -  Fabrica de confecții și structuri metalice și Fabrica de structuri prefabricate din beton, realizează împreună un centru integrat de producție, cel mai mare de acest tip din România.
[1] www.unimat.ro

## Cifra de afaceri
|                  | [lei]       | [euro]   |
| Cifra de afaceri |             |          |
| 2018             | 440050858   | 94 mil   |
| 2017             | 548400844   | 120 mil  |
| 2016             | 362.614.350 | 80.7 mil |
| 2015             | 252117657   | 56.5 mil |
| 2014             | 222564688   | 51.7 mil |
| 2013             | 229618412   | 51.9 mil |

## Antreprenoriat General
Compania oferă servicii de antreprenoriat general în domeniul construcțiilor industriale și civile, fiind specializată pe segmentul lucrărilor industriale. Ca antreprenor general CON-A deține capacitatea logistică și financiară pentru execuția “Ia cheie” a proiectelor de complexe de construcții, are o echipă tânără de specialiști ce asigură managementul executiv al firmei, utilizează materiale și tehnologii noi de execuție, echipamente și utilaje performante proprii pentru executarea construcțiilor civile, drumurilor și platformelor, capacități proprii de producție, laborator de încercări. Un atuu al companiei îl reprezintă posibilitatea realizării prin intermediul propriilor angajați - muncitori calificați pentru execuția lucrărilor, specializați și atestați de firmele furnizoare. Structura Grupului permite realizarea integrată a proiectelor de construcții contractate pentru că deține propriile firme pentru realizarea serviciilor de proiectare, a lucrărilor de instalații mecanice și electrice, a lucrărilor de finisaje precum și furnizarea materialelor de construcții.
În anul 2018 CON-A a trecut printr-un proces de rebranding care a dorit să imprime o nouă identitate vizuală, în trend cu direcția de dezvoltare a companiei.

## Proiecte de referință
CON-A are un portofoliu de proiecte remarcabil, în special în domeniul industrial. Colaborează cu companii multinaționale pentru care realizează unități de producție, extinderi, depozite logistice, spații administrative, centre de cercetare, spații comerciale și de retail, birouri, showroom-uri, etc. CON-A este de asemenea constructorul unor proiecte publice importante în România, cum ar fi Stadionul Ion Oblemenco din Craiova, Cluj Arena, Sala Polivalentă din Cluj Napoca, Sediul Bibliotecii Astra din Sibiu, Terminalul Aeroportului Sibiu, etc.
Deși deține în portofoliu câteva proiecte publice de referință, CON-A se remarcă prin colaborările avute cu investitorii din domeniul privat.